# James Gabriel Montresor
James Gabriel Montresor, britanski vojaški inženir, * 19. november 1704, Westminster, † 6. januar 1776.
1. 1 2  Lundy D. R. The Peerage